# Schlackenmühle (Wirsberg)
Schlackenmühle (oberfränkisch: Schlaggnmüll) ist ein Gemeindeteil des Marktes Wirsberg im Landkreis Kulmbach (Oberfranken, Bayern). Schlackenmühle liegt in der Gemarkung Neufang.

## Geografie
Die Einöde liegt am Großen Koserbach. Ein Wirtschaftsweg führt den Bach entlang nach Einöde (0,7 km nordöstlich) bzw. nach Goldene Adlerhütte zur Kreisstraße KU 1 (0,9 km südlich).

## Geschichte
Der Ort wurde 1727 erstmals schriftlich erwähnt, 1752 namentlich als „Schlackenmühl“. Das Bestimmungswort leitet sich von Schlacke ab. Der Ortsname verweist auf die einstige Verhüttung von Kupfererz, das im Bergbaurevier Kupferberg abgebaut wurde, das seine Blütezeit im 13./14. Jahrhundert hatte.
Der Ort gehörte zur Realgemeinde Cottenau. Gegen Ende des 18. Jahrhunderts bestand Schlackenmühle aus einem Anwesen. Das Hochgericht übte das bayreuthische Vogteiamt Wirsberg aus. Das Rittergut Cottenau war Grundherr der Mahl-, Schneid- und Schlagmühle.
Von 1797 bis 1810 unterstand der Ort dem Justiz- und Kammeramt Kulmbach. Mit dem Gemeindeedikt wurde der Ort dem 1811 gebildeten Steuerdistrikt Wirsberg und der im selben Jahr gebildeten Munizipalgemeinde Wirsberg zugewiesen. 1812 erfolgte die Überweisung an das Steuerdistrikt und Ruralgemeinde Neufang. Am 1. April 1971 wurde Schlackenmühle in die Gemeinde Wirsberg eingegliedert.

### Einwohnerentwicklung
| Jahr      | 001818 | 001819 | 001861 | 001871 | 001885 | 001900 | 001925 | 001950 | 001961 | 001970 | 001987 |
| Einwohner | *      | 9      | 8      | 8      | 10     | 6      | 9      | 7      | 6      | 5      | 2      |
| Häuser    | *      |        |        |        | 1      | 1      | 1      | 1      | 1      |        | 1      |
| Quelle    | [ 9 ]  | [ 12 ] | [ 13 ] | [ 14 ] | [ 15 ] | [ 16 ] | [ 17 ] | [ 18 ] | [ 19 ] | [ 20 ] | [ 1 ]  |

## Religion
Schlackenmühle ist evangelisch-lutherisch geprägt und nach St. Johannis gepfarrt.